# Ctenophorus scutulatus
Ctenophorus scutulatus — вид ігуаноподібних ящірок родини агамових (Agamidae). Ендемік Австралії.

## Поширення і екологія
Ctenophorus scutulatus мешкають в Західній Австралії, від затоки Ексмут на південний схід до Калгурлі. Вони живуть в акацієвих заростях і евкаліптових рідколіссях.